# Vorstdag
We spreken van een vorstdag wanneer op deze dag de (in een weerhut op 1,5 m boven het maaiveld gemeten) minimumtemperatuur onder de 0,0 °C ligt.
Nederland heeft per jaar gemiddeld rond de 50 vorstdagen, maar dit aantal varieert nogal als gevolg van het wisselvallige karakter van de Nederlandse winters. Ook de tijd van het jaar waarin vorstdagen plaatsvinden is niet erg constant. Zo wordt de eerste vorstdag meestal niet eerder dan in november waargenomen, maar in 1971 vroor het al op 16 september. Anderzijds daalde in 2000 de in De Bilt gemeten temperatuur pas op 17 december voor het eerst tot onder het vriespunt. Dat was nooit eerder zo laat in het jaar het geval.
10cm-temperatuur · bodemtemperatuur · hittegolf · ijsdag · koudegetal · koudegolf · luchttemperatuur · temperatuursom · tropennacht · tropische dag · vorst aan de grond · vorstdag · vorstperiode · warme dag · warmtegetal · zachte dag · zomerse dag 

Vorst: lichte vorst · matige vorst · strenge vorst · zeer strenge vorst